# ハワイアンピザ

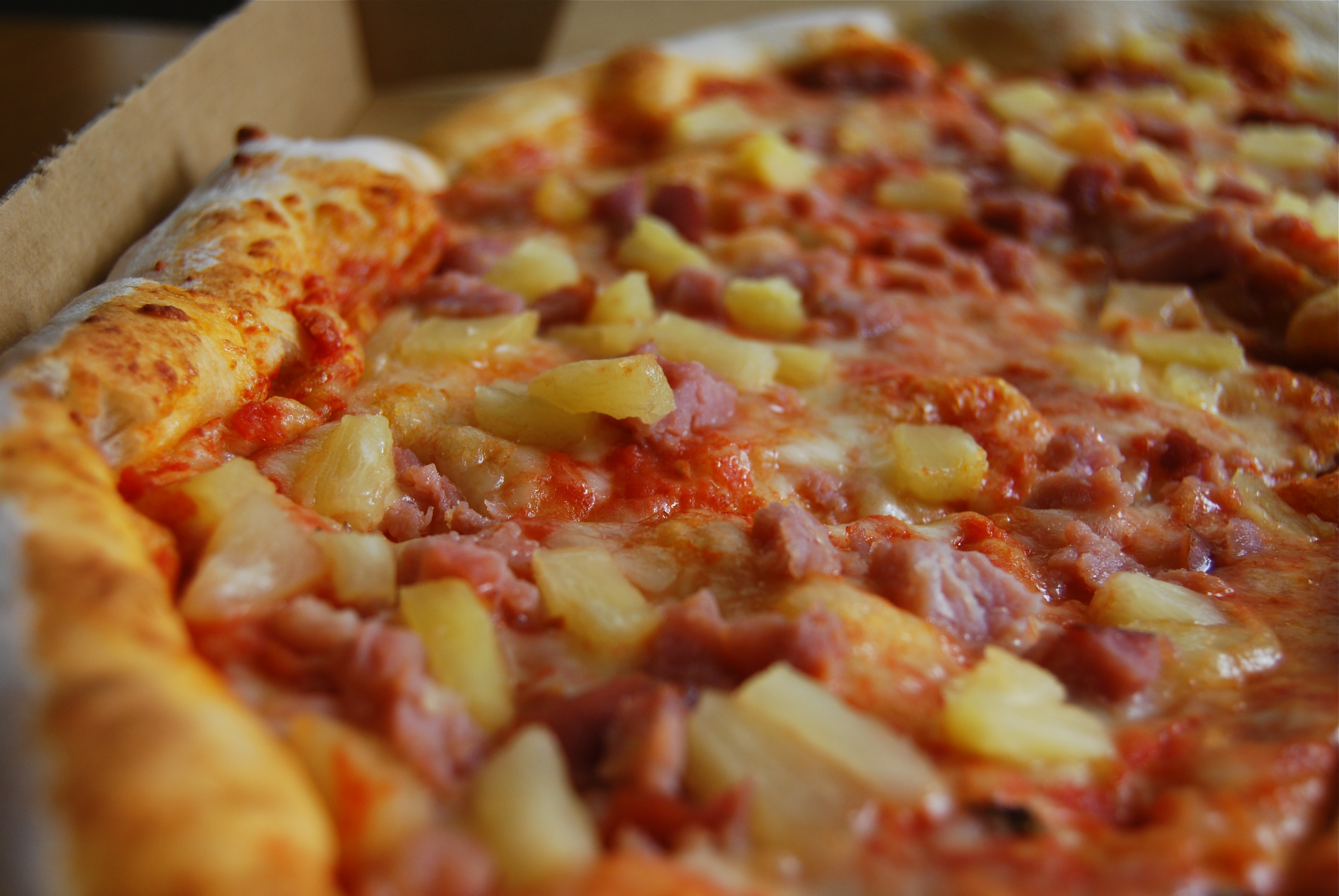
パイナップルチャンクのハワイアンピザ

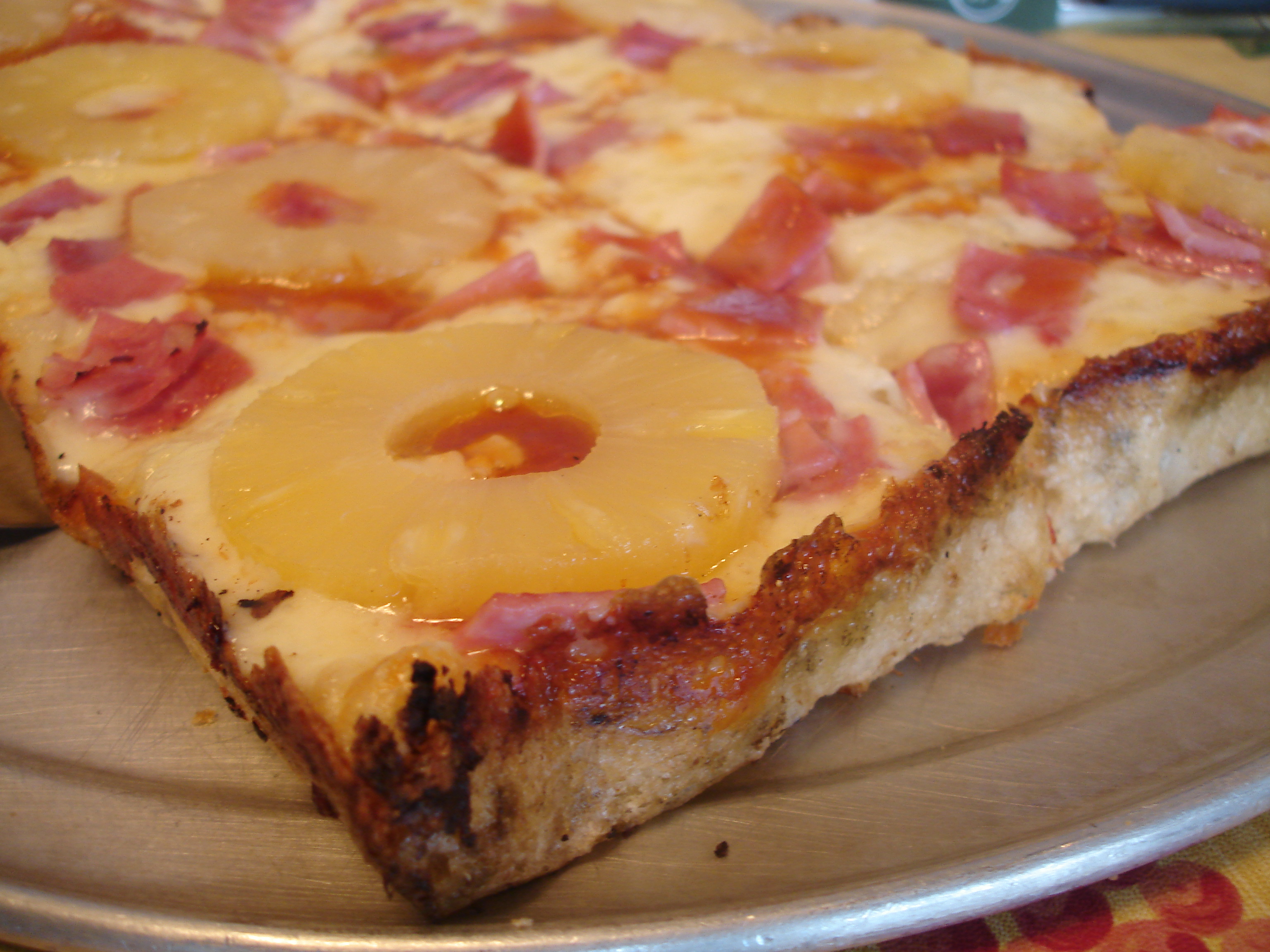
ハワイアンピザのスライス

ハワイアンピザ (Hawaiian Pizza) あるいはパイナップルピザ (Pineapple Pizza)は、トマトソース、チーズ、パイナップル、ハムを材料とするピザである。 

## 歴史
ギリシャ系カナダ人のサム・パノプロスが、1962年にカナダのオンタリオ州チャタム・ケントにあるレストランで作ったのが最初とされる。 パノプロスは、甘くて風味が良いという中華料理から着想を得て、当初はあまり人気がなかったパイナップル、ハム、ベーコンなどの材料を用いて新たなピザを試作した。トマトソースとチーズという従来からある組み合わせにパイナップルを加えた新しいピザは、すぐに地元で人気を得て、やがて世界中のピッツェリアで主要なメニューとなった。ハワイアンピザのハワイアンという名前は、その時使用した缶詰のパイナップルのブランドにちなむ。

## 反響
2017年2月、アイスランド大統領グズニ・ヨハンネソンは、質疑応答の中で高校生のグループに、ハワイアンピザのパイナップルに反対を表明した。この発言はすぐにメディアに取り上げられ、SNSで話題を呼び起こし、カナダの首相、 ジャスティン・トルドーなど多くの有名人もハワイアンピザに対する好みを共有した。グズニは後に、ピザの特定のトッピングを禁止する権限はなく、その国のリーダーが好きではないものを禁止できる国に住みたいとは思わないことを明らかにした。
2014年、Time誌は「史上最も影響力のある13のピザ」のひとつにハワイアンピザを選んだ。
ピザ本場のイタリアでは伝統的な食文化に誇りを持つ人が多いことから、ピザにパイナップルを乗せることに対して否定的な人が圧倒的多数であり、2020年の新型コロナウイルスによる物不足の中でもハワイアンピザだけは売れ残っていたという

## 調査
1999年に行われた調査によるとハワイアンピザはオーストラリアで最も人気のあるピザで、ピザの売上の15％を占めていた。 
Just Eatを通じて運営されている英国のテイクアウト店舗によると、2015年の調査では、ハワイアンピザが最も一般的に入手可能であることが判明した。
アメリカの成人を対象とした2016年のハリスポール調査では、 アンチョビピザやキノコピザを抑え、好きなピザのトップ3にハワイアンピザが含まれていた。
2019 YouGov Omnibusの調査によると、ピザを食べるアメリカ人の12％は、ハワイアンピザがお気に入りのピザのトップ3の1つであると言い、24％が最も好きでないトッピングの1つであると回答し、好みが分かれる結果となった。 調査では、アンチョビとナスの2つのみがピザのトッピングとして広く嫌われていた。
2024年にドミノ・ピザが行った「パイナップル×ピザありなし総選挙2024」では、投票総数16万1544票の内「ピザにパイナップルはあり党」が11万3票で「なし党」に勝利した。

## 日本におけるハワイアンピザ
日本においてはピッツェリアや洋食店でハワイアンピザが提供されることは少ないが、宅配ピザチェーンではトマトソース・パイナップル・ハムを使用したハワイアンピザに該当するメニューが存在し、ロングセラー商品となっている。
ドミノ・ピザでは「トロピカル」、ピザーラでは「ハワイアンデライト」、ピザハットでは「ハワイアン」という商品名。なおこの3店舗では、パイナップルの追加トッピングも対応している。